# Wyścig Pokoju 1951
IV edycja Wyścigu Pokoju (fr. Course de la Paix) miała miejsce między 30 kwietnia i 9 maja 1951 roku. Wyścig odbywał się na trasie z Pragi do Warszawy i miał długość 1544 km. W klasyfikacji indywidualnej zwyciężył Duńczyk Kaj Allan Olsen. W klasyfikacji drużynowej zwyciężyła drugi raz z rzędu reprezentacja Czechosłowacji. Sędzią głównym wyścigu był Karel Tocl z Czechosłowacji.

## Lista startowa
W wyścigu udział wzięło 71 kolarzy, spośród których 48 dotarło do mety w Warszawie. Byli oni członkami 12 zespołów. Po raz pierwszy w wyścigu udział wzięli kolarze z reprezentacji Włoch (rok wcześniej jechali włoscy kolarze w reprezentujący Triest). Reprezentacje Francji, Finlandii i Włoch zostały wystawione przez robotnicze związki sportowe: francuski FSGT, fiński TUL oraz włoski UISP. Wszystkie drużyny składały się z 6 zawodników. Wyjątkiem był zespół Polaków z Francji złożony z pięciu kolarzy.
| BUŁGARIA          | BUŁGARIA            | BUŁGARIA          | BUŁGARIA              | WĘGRY                                         | WĘGRY                                         | WĘGRY                                         | WĘGRY                                         |
| ----------------- | ------------------- | ----------------- | --------------------- | --------------------------------------------- | --------------------------------------------- | --------------------------------------------- | --------------------------------------------- |
| 1                 | Miłko Rusew         | 4                 | Dimityr Bobczew       | 37                                            | János Ötvös                                   | 40                                            | Ferenc Kiss                                   |
| 2                 | Ilija Wełczew       | 5                 | Petyr Georgiew        | 38                                            | József Kiss-Dala                              | 41                                            | Gyula Sere                                    |
| 3                 | Stefan Iwanow       | 6                 | Dimityr Kolew         | 39                                            | Béla Bartusek                                 | 42                                            | Tibor Vida                                    |
| DANIA             | DANIA               | DANIA             | DANIA                 | NIEMIECKA REPUBLIKA DEMOKRATYCZNA             | NIEMIECKA REPUBLIKA DEMOKRATYCZNA             | NIEMIECKA REPUBLIKA DEMOKRATYCZNA             | NIEMIECKA REPUBLIKA DEMOKRATYCZNA             |
| 7                 | Benny Hansen        | 10                | Wedell Østergaard     | 43                                            | Paul Dinter                                   | 46                                            | Lothar Meister I                              |
| 8                 | Gunnar Røpke        | 11                | Knud Jensen           | 44                                            | Rudi Fensl                                    | 47                                            | Bernhard Trefflich                            |
| 9                 | Kaj Allan Olsen     | 12                | Henning Kjær          | 45                                            | Horst Gaede                                   | 48                                            | Werner Weber                                  |
| FINLANDIA (TUL)   | FINLANDIA (TUL)     | FINLANDIA (TUL)   | FINLANDIA (TUL)       | RUMUNIA                                       | RUMUNIA                                       | RUMUNIA                                       | RUMUNIA                                       |
| 13                | Veikko Kasslin      | 16                | Onni Niemi            | 49                                            | Marin Niculescu                               | 52                                            | Nicolae Maxim                                 |
| 14                | O. Arenius          | 17                | E. Käenaho            | 50                                            | Ervant Norhadian                              | 53                                            | Dumitru Pantazescu                            |
| 15                | Lennart Mäkilä      | 18                | Sulo Punkinen         | 51                                            | Constantin Șandru                             | 54                                            | J. Jonita                                     |
| FRANCJA (FSGT)    | FRANCJA (FSGT)      | FRANCJA (FSGT)    | FRANCJA (FSGT)        | WOLNE TERYTORIUM TRIESTU (drużyna robotnicza) | WOLNE TERYTORIUM TRIESTU (drużyna robotnicza) | WOLNE TERYTORIUM TRIESTU (drużyna robotnicza) | WOLNE TERYTORIUM TRIESTU (drużyna robotnicza) |
| 19                | Raymond Colliot     | 22                | Maurice Lacroix       | 55                                            | Livio Zanolla                                 | 58                                            | … Rebula                                      |
| 20                | Eugène Dieudegard   | 23                | Charles Lobre         | 56                                            | Giuliano Donadell                             | 59                                            | … Spinelli                                    |
| 21                | E. Rochart          | 24                | E. Pierle             | 57                                            | Enrico Sossi                                  | 60                                            | Giuseppe Bordon                               |
| POLONIA FRANCUSKA | POLONIA FRANCUSKA   | POLONIA FRANCUSKA | POLONIA FRANCUSKA     | POLSKA                                        | POLSKA                                        | POLSKA                                        | POLSKA                                        |
| 25                | Feliks Klabiński    | 28                | Edward Kulczycki      | 61                                            | Józef Kapiak                                  | 64                                            | Henryk Hadasik                                |
| 26                | Bronisław Klabiński | 29                | Stanisław Gnoiński    | 62                                            | Wacław Wójcik                                 | 65                                            | Władysław Klabiński                           |
| 27                | Henryk Wesoły       | 30                | numer nieprzydzielony | 63                                            | Wacław Wrzesiński                             | 66                                            | Lucjan Pietraszewski                          |
| WŁOCHY (UISP)     | WŁOCHY (UISP)       | WŁOCHY (UISP)     | WŁOCHY (UISP)         | CZECHOSŁOWACJA                                | CZECHOSŁOWACJA                                | CZECHOSŁOWACJA                                | CZECHOSŁOWACJA                                |
| 31                | Alberto Ferri       | 34                | … Puppo               | 67                                            | Jan Veselý                                    | 70                                            | Zdeněk Šrámek                                 |
| 32                | Francesco Parisini  | 35                | E. Picona             | 68                                            | Vlastimil Ružička                             | 71                                            | Jan Kněžourek                                 |
| 33                | … Ponzin            | 36                | … Gori                | 69                                            | Stanislav Svoboda                             | 72                                            | Milan Perič                                   |

## Trasa wyścigu
4. edycja Wyścigu Pokoju liczyła dziewięć etapów i rozpoczynała się w Pradze, a kończyła w Warszawie. Pierwszych pięć etapów prowadziło przez terytorium Czechosłowacji. Szósty etap rozpoczynał się w Ostrawie i kończył w Katowicach. Pozostałe trzy etapy w całości rozgrywane były na terenie Polski. Najdłuższym etapem był, liczący 222 km, III etap z Czeskich Budziejowic do Brna. Niewiele krótszy był również VIII etap z Wrocławia do Łodzi. Najkrótszym etapem był etap V z Gottwaldova do Ostrawy liczący 127 km.

## Kolejne zmiany w regulaminie
W 1951 r. zmieniono nieco zasady regulaminu. Od tej pory przewidywał on, że w wyścigu może wziąć udział tylko jedna drużyna z każdego państwa to jest 6 zawodników zgłoszonych imiennie przez zainteresowane Związki Kolarskie lub Organizacje Sportu Robotniczego. Dzięki temu wyścig mógłby zostać uznany przez UCI i wprowadzony do międzynarodowego kalendarza kolarskiego. W dalszym ciągu obowiązywały jednak surowe przepisy dotyczące naprawy roweru i pomocy przy jego naprawie. Dodatkowo ustalono, że poza żółtą koszulką, w której będzie jechał lider indywidualny wyścigu, także kolarze jadący w drużynie, która przewodzi w klasyfikacji drużynowej, będą jechali w białych koszulkach.

## Przebieg wyścigu
4. edycja wyścigu została zdominowana przez Duńczyka Kaja Allana Olsena, którego wspierali koledzy z zespołu Gunnar Røpke i Wedell Østergaard. Żółtą koszulkę lidera wywalczył na III etapie z Czeskich Budziejowic do Brna i utrzymał do mety w Warszawie, wygrywając cały wyścig z przewagą 8'31". Do jego wygranej przyczyniło się również zwycięstwo na VI etapie z Ostrawy do Katowic. Drugie miejsce w klasyfikacji generalnej, co było niespodzianką, zajął reprezentant NRD Lothar Meister.
W klasyfikacji drużynowej po raz drugi z rzędu zwyciężyła reprezentacja Czechosłowacji, której członkowie Vlastimil Růžička i Jan Veselý wygrali w sumie sześć etapów. Drugie miejsce zajęła reprezentacja NRD, minimalnie wyprzedzając Węgrów. Polska została sklasyfikowana na piątym miejscu, a Polonia Francuska na dziewiątym miejscu.

## Wyniki

### I etap, (30 kwietnia 1951), dookołaPragi(165 km)
Pierwszy etap 4. edycji okazał się szczęśliwy dla reprezentantów Polski. Niedaleko przed metą od peletonu oderwał się Wacław Wójcik, który postanowił rozstrzygnąć losy etapu samotną ucieczką. Ruszył za nim reprezentant NRD Horst Gaede. Przez jakiś czas uciekali razem, jednak o losie etapu zadecydował przypadek. W pewnym momencie przed prowadzącą dwójkę kolarzy wyskoczył mały piesek. Wójcikowi udało się go ominąć, ale Niemiec nie miał tyle szczęścia i się przewrócił. Polak skorzystał z tej okazji i wygrał etap. Niemiec nie znalazł się nawet w pierwszej dziesiątce. Peleton na metę przyprowadził Francuz E. Rochart, trzecie miejsce zajął inny reprezentant NRD Lothar Meister, a czwarty Duńczyk Kaj Allan Olsen. W klasyfikacji drużynowej pierwszymi liderami wyścigu została reprezentacja Polski.
| L.p. | Zawodnik         | Czas/strata |
| ---- | ---------------- | ----------- |
| 1.   | Wacław Wójcik    | 5:01,17     |
| 2.   | E. Rochart       | +0,18       |
| 3.   | Lothar Meister I | +0,18       |
| 4.   | Kaj Allan Olsen  | +0,18       |
| 5.   | Stefan Iwanow    | +0,19       |
| 6.   | Tibor Vida       | +0,20       |
| 7.   | O. Arenius       | +0,21       |
| 8.   | Béla Bartusek    | +0,21       |
| 9.   | E. Picona        | +0,21       |
| 10.  | Dimityr Bobczew  | +0,21       |

### II etap, (1 maja 1951), Praga -Czeskie Budziejowice(168 km)
Drugi etap 4. edycji Wyścigu Pokoju to bardzo dobra jazda Bułgarów. W pierwszej czwórce znalazło się ich trzech, a rozdzielił ich tylko Duńczyk Wedell Østergaard, który przyjechał drugi. Zwycięzcą etapu został Miłko Rusew. Trzeci na mecie był Ilija Wełczew. Ta trójka osiągnęła przewagę blisko trzech i pół minuty nad kolejnymi kolarzami. Dzięki temu liderem wyścigu został Rusew. Świetna jazda Bułgarów zaowocował prowadzeniem w klasyfikacji drużynowej wyścigu. Miłko Rusew został pierwszym Bułgarem, który wygrał etap w Wyścigu Pokoju i pierwszym, który został jego liderem. Dotychczasowy lider wyścigu Wacław Wójcik został sklasyfikowany na miejscach 22-38. ze stratą sześciu minut i dziewiętnastu sekund do zwycięzcy.
| L.p. | Zawodnik            | Czas/strata |
| ---- | ------------------- | ----------- |
| 1.   | Miłko Rusew         | 4:37,21     |
| 2.   | Wedell Østergaard   | +0,00       |
| 3.   | Ilija Wełczew       | +0,06       |
| 4.   | Dimityr Kolew       | +3,24       |
| 5.   | Jan Kněžourek       | +3,28       |
| 6.   | Tibor Vida          | +3,31       |
| 7.   | Vlastimil Růžička   | +4,24       |
| 7.   | Paul Dinter         | +4,24       |
| 7.   | Kaj Allan Olsen     | +4,24       |
| 7.   | Władysław Klabiński | +4,24       |

### III etap, (2 maja 1951), Czeskie Budziejowice -Brno(222 km)
Trzeci, najdłuższy etap 4. edycji Wyścigu Pokoju, jak się później okazało, był bardzo istotny dla ostatecznych wyników wyścigu. Na tym etapie wreszcie uaktywnili się jedni z faworytów do zwycięstwa Czechosłowacy Jan Veselý i Vlastimil Růžička, którzy rozerwali peleton i w takiej właśnie kolejności minęli linię mety, wyprzedzając kolejnych sześciu uczestników ucieczki. Wśród nich znajdował się nowy lider wyścigu Duńczyk Kaj Allan Olsen. Z Polaków bardzo dobrze zaprezentował się debiutujący w wyścigu Henryk Hadasik, który przyjechał w grupie kolarzy, tuż za zwycięzcami i został wiceliderem. W klasyfikacji drużynowej pierwsze miejsce przejęła reprezentacja Czechosłowacji.
| L.p. | Zawodnik          | Czas/strata |
| ---- | ----------------- | ----------- |
| 1.   | Jan Veselý        | 6:41,30     |
| 2.   | Vlastimil Růžička | +0,00       |
| 3.   | József Kiss-Dala  | +0,05       |
| 4.   | Kaj Allan Olsen   | +0,06       |
| 4.   | Henryk Hadasik    | +0,06       |
| 4.   | Giuseppe Bordon   | +0,06       |
| 7.   | Alberto Ferri     | +0,07       |
| 7.   | Gyula Sere        | +0,07       |
| 9.   | Lothar Meister I  | +0,31       |
| 10.  | Constantin Șandru | +0,50       |

### IV etap, (3 maja 1951), Brno -Gottwaldov(140 km)
Czwarty etap 4. edycji wyścigu pokoju zakończył się finiszem dużej grupy. Najszybszym był tym razem Vlastimil Ružička z Czechosłowacji, a na kolejnych miejscach sklasyfikowano całą grupę zawodników. Lider wyścigu Duńczyk Kaj Allan Olsen jechał czujnie i pilnował obydwu kolarzy z Czechosłowacji i ukończył etap w tym samym czasie co zwycięzca. Niestety, dla polskich kibiców, po tym etapie pozycję wicelidera stracił Henryk Hadasik, który zajął 26. miejsce i stracił blisko minutę do zwycięzcy. Spowodowało to spadek w klasyfikacji generalnej na szóstą pozycję. W klasyfikacji drużynowej na czele swoje miejsce utrzymała Czechosłowacja.
| L.p. | Zawodnik          | Czas/strata |
| ---- | ----------------- | ----------- |
| 1.   | Vlastimil Ružička | 4:04,26     |
| 2.   | Jan Veselý        | +0,00       |
| 2.   | Alberto Ferri     | +0,00       |
| 2.   | Stefan Iwanow     | +0,00       |
| 2.   | Rudi Fensl        | +0,00       |
| 2.   | Wedell Østergaard | +0,00       |
| 2.   | Kaj Allan Olsen   | +0,00       |
| 2.   | Miłko Rusew       | +0,00       |
| 2.   | Wacław Wrzesiński | +0,00       |

### V etap, (4 maja 1951), Gottwaldov -Ostrawa(115 km)
Najkrótszy etap 4. edycji Wyścigu Pokoju zakończył się podobnie jak poprzedni finiszem z dużej około dwudziestoosobowej grupy kolarzy. Ponownie zwyciężył reprezentant Czechosłowacji Vlastimil Růžička Tuż za nim uplasowali się, jego rodak Jan Veselý i Duńczyk Kaj Allan Olsen, który pilnował swojej pozycji lidera wyścigu. W głównej grupie ze zwycięzcą przyjechało dwóch reprezentantów Polski Wacław Wrzesiński i Wacław Wójcik. W klasyfikacji drużynowej liderem była nadal reprezentacja Czechosłowacji.
| L.p. | Zawodnik          | Czas/strata |
| ---- | ----------------- | ----------- |
| 1.   | Vlastimil Růžička | 3:37,45     |
| 2.   | Jan Veselý        | +0,00       |
| 2.   | Kaj Allan Olsen   | +0,00       |
| 2.   | János Ötvös       | +0,00       |
| 2.   | Giuseppe Bordon   | +0,00       |

### VI etap, (6 maja 1951), Ostrawa -Katowice(179 km)
Szósty etap, rozgrywany po dniu przerwy, przypieczętował triumf Kaja Allana Olsena w klasyfikacji generalnej 4. edycji Wyścigu Pokoju. Duńczyk zdecydował się na atak, a jego tempo wytrzymali początkowo tylko Lothar Meister z NRD i Ch. Lobre z Francji. Ostatecznie Olsen wygrał etap z przewagą dziesięciu sekund nad Niemcem. Francuz przyjechał trzeci tracąc blisko dwie i pół minuty. Kolejne miejsce zajęło czterech reprezentantów Czechosłowacji, którzy pomimo podejmowanych prób kontrataku stracili do Olsena ponad sześć minut. Razem z nimi w grupie przyjechało jeszcze siedmiu kolarzy, a wśród nich Polak Henryk Hadasik. W klasyfikacji drużynowej prowadzenie utrzymała Czechosłowacja.
| L.p. | Zawodnik           | Czas/strata |
| ---- | ------------------ | ----------- |
| 1.   | Kaj Allan Olsen    | 5:47,23     |
| 2.   | Lothar Meister I   | +0,10       |
| 3.   | Charles Lobre      | +2,24       |
| 4.   | Vlastimil Růžička  | +6,15       |
| 4.   | Milan Perič        | +6,15       |
| 4.   | Jan Veselý         | +6,15       |
| 4.   | Stanislav Svoboda  | +6,15       |
| 8.   | Henryk Hadasik     | +6,16       |
| 9.   | Bernhard Trefflich | +6,17       |
| 9.   | Paul Dinter        | +6,17       |
| 9.   | Alberto Ferri      | +6,17       |
| 9.   | Gyula Sere         | +6,17       |
| 9.   | József Kiss-Dala   | +6,17       |
| 9.   | Wedell Østergaard  | +6,17       |

### VII etap, (7 maja 1951), Katowice -Wrocław(185 km)
Po tryumfie Kaja Allana Olsena na szóstym etapie losy zwycięstwa w wyścigu wydawały się rozstrzygnięte. Siódmy etap zakończył się finiszem dużej grupy i po raz kolejny w tej edycji wyścigu najszybszy okazał się reprezentant Czechosłowacji. Tym razem był to Jan Veselý, dla którego było to drugie zwycięstwo etapowe w tym Wyścigu Pokoju. 60 tysięcy polskich kibiców zgromadzonych na mecie we Wrocławiu ucieszył Wacław Wrzesiński, który zajął drugie miejsce. W klasyfikacji drużynowej liderami niezmiennie byli Czechosłowacy.
| L.p. | Zawodnik            | Czas/strata |
| ---- | ------------------- | ----------- |
| 1.   | Jan Veselý          | 5:26,56     |
| 2.   | Wacław Wrzesiński   | +0,00       |
| 3.   | Kaj Allan Olsen     | +0,00       |
| 3.   | Vlastimil Růžička   | +0,00       |
| 3.   | Werner Weber        | +0,00       |
| 3.   | Wedell Østergaard   | +0,00       |
| 7.   | József Kiss-Dala    | +0,01       |
| 8.   | Władysław Klabiński | +0,02       |

### VIII etap, (8 maja 1951), Wrocław –Łódź(218 km)
Drugi najdłuższy etap 4. edycji Wyścigu Pokoju podobnie jak poprzedni zakończył się finiszem dużej grupy. I po raz kolejny swoją klasę w tym wyścigu potwierdzili reprezentanci Czechosłowacji. Trzecie etapowe zwycięstwo odniósł Vlastimil Růžička wyprzedzając Włocha Francesco Parisiniego. Jednak lider wyścigu Duńczyk Kaj Allan Olsen pilnował swoje pozycji i zakończył etap w pierwszej dziesiątce. Czechosłowacy potwierdzili swoją dominację w klasyfikacji drużynowej wyścigu.
| L.p. | Zawodnik           | Czas/strata |
| ---- | ------------------ | ----------- |
| 1.   | Vlastimil Růžička  | 6:54,03     |
| 2.   | Francesco Parisini | +0,00       |
| 3.   | Jan Veselý         | +0,00       |
| 4.   | Stanislav Svoboda  | +0,01       |
| 5.   | Lothar Meister I   | +0,01       |
| 6.   | Wacław Wrzesiński  | +0,03       |
| 6.   | Gunnar Røpke       | +0,03       |
| 6.   | Kaj Allan Olsen    | +0,03       |
| 9.   | Giuseppe Bordon    | +0,04       |
| 9.   | Wedell Østergaard  | +0,04       |

### IX etap, (9 maja 1951), Łódź -Warszawa(143 km)
Ostatni etap 4. edycji Wyścigu Pokoju zakończył się finiszem głównej grupy. I podobnie jak na poprzednim etapie zwycięzcą okazał się reprezentant Czechosłowacji Vlastimil Růžička. Mimo wszystko etap ten miał swoją dramaturgię. Niedaleko przed Warszawą w kraksie uczestniczył lider wyścigu Duńczyk Kaj Allan Olsen. Jednak otrzymał jedyną dozwoloną pomoc tzn. jego kolega z drużyny Wedell Østergaard oddał mu swój rower, dzięki czemu lider spokojnie dowiózł zwycięstwo w całym wyścigu do mety. Tryumf Ružički przypieczętował zwycięstwo reprezentacji Czechosłowacji w klasyfikacji drużynowej wyścigu. Na ostatnim etapie z niezłej strony pokazali się polscy kolarze, których trzech znalazło się w czołowej dziesiątce na mecie. W ogólnej ocenie jednak występ reprezentacji Polski nie był udany, gdyż najlepszy z Polaków Henryk Hadasik znalazł się poza czołową dziesiątką w klasyfikacji generalnej (na 11. miejscu).
| L.p. | Zawodnik            | Czas/strata |
| ---- | ------------------- | ----------- |
| 1.   | Vlastimil Růžička   | 3:28,00     |
| 2.   | Gunnar Røpke        | +0,00       |
| 3.   | Wacław Wrzesiński   | +0,00       |
| 4.   | Władysław Klabiński | +0,03       |
| 5.   | Miłko Rusew         | +0,04       |
| 6.   | Milan Perič         | +0,04       |
| 7.   | Kaj Allan Olsen     | +0,05       |
| 8.   | Alberto Ferri       | +0,05       |
| 9.   | Jan Veselý          | +0,05       |
| 10.  | Henryk Hadasik      | +0,06       |

### Etapy podsumowanie
| Etap      | Data        | Start - meta                 | Długość (km) | Zwycięzca etapu   | Czas Średnia prędkość | Lider           | Lider drużynowy wyścigu |
| I etap    | 30 kwietnia | dookoła Pragi                | 165 km       | Wacław Wójcik     | 5h 01'17" 32,9 km/h   | Wacław Wójcik   | Polska                  |
| II etap   | 1 maja      | Praga - Czeskie Budziejowice | 167 km       | Miłko Rusew       | 4h 37'21" 36,3 km/h   | Miłko Rusew     | Bułgaria                |
| III etap  | 2 maja      | Czeskie Budziejowice - Brno  | 222 km       | Jan Veselý        | 6h 41'30" 33,2 km/h   | Kaj Allan Olsen | Czechosłowacja          |
| IV etap   | 3 maja      | Brno - Gottwaldov            | 140 km       | Vlastimil Růžička | 4h 04'26" 34,4 km/h   | Kaj Allan Olsen | Czechosłowacja          |
| V etap    | 4 maja      | Gottwaldov - Ostrawa         | 127 km       | Vlastimil Růžička | 3h 37'45" 31,7 km/h   | Kaj Allan Olsen | Czechosłowacja          |
| VI etap   | 6 maja      | Ostrawa - Katowice           | 180 km       | Kaj Allan Olsen   | 5h 47'23" 30,9 km/h   | Kaj Allan Olsen | Czechosłowacja          |
| VII etap  | 7 maja      | Katowice - Wrocław           | 188 km       | Jan Veselý        | 5h 26'56" 34,0 km/h   | Kaj Allan Olsen | Czechosłowacja          |
| VIII etap | 8 maja      | Wrocław - Łódź               | 217 km       | Vlastimil Růžička | 6h 54'03" 31,6 km/h   | Kaj Allan Olsen | Czechosłowacja          |
| IX etap   | 9 maja      | Łódź - Warszawa              | 140 km       | Vlastimil Růžička | 3h 28'00" 41,3 km/h   | Kaj Allan Olsen | Czechosłowacja          |

## Klasyfikacja indywidualna
Koszulka żółta
| L.p. | Zawodnik           | Czas/strata | L.p. | Zawodnik            | Czas/strata |
| ---- | ------------------ | ----------- | ---- | ------------------- | ----------- |
| 1.   | Kaj Allan Olsen    | 45:42,47    | 25.  | Ervant Norhadian    | +1:03,54    |
| 2.   | Lothar Meister I   | +8,31       | 26.  | Stanislav Svoboda   | +1:04,39    |
| 3.   | Alberto Ferri      | +9,12       | 27.  | Dimityr Kolew       | +1:05,23    |
| 4.   | József Kiss-Dala   | +9,26       | 28.  | Wedell Østergaard   | +1:07,13    |
| 5.   | Gyula Sere         | +11,46      | 29.  | Władysław Klabiński | +1:08,48    |
| 6.   | Miłko Rusew        | +13,27      | 30.  | Stefan Iwanow       | +1:11,47    |
| 7.   | Constantin Șandru  | +13,50      | 31.  | Sulo Punkinen       | +1:14,03    |
| 8.   | Charles Lobre      | +15,08      | 32.  | Tibor Vida          | +1:14,40    |
| 9.   | Jan Veselý         | +15,29      | 33.  | Stanisław Gnoiński  | +1:14,43    |
| 10.  | Vlastimil Růžička  | +17,08      | 34.  | Dumitru Pantazescu  | +1:15,55    |
| 11.  | Henryk Hadasik     | +19,55      | 35.  | … Ponzin            | +1:17,33    |
| 12.  | Ilija Wełczew      | +20,34      | 36.  | Jan Kněžourek       | +1:26,13    |
| 13.  | Wacław Wójcik      | +23,29      | 37.  | Józef Kapiak        | +1:26,19    |
| 14.  | Paul Dinter        | +24,53      | 38.  | Lennart Mäkilä      | +1:26,46    |
| 15.  | Bernhard Trefflich | +25,55      | 39.  | Horst Gaede         | +1:31,43    |
| 16.  | Rudi Fensl         | +25,55      | 40.  | Edward Kulczycki    | +1:33,23    |
| 17.  | Milan Perič        | +31,20      | 41.  | Werner Weber        | +1:39,26    |
| 18.  | Giuseppe Bordon    | +33,14      | 42.  | J. Jonita           | +2:04,47    |
| 19.  | Nicolae Maxim      | +39,38      | 43.  | Veikko Kasslin      | +2:17,20    |
| 20.  | János Ötvös        | +47,59      | 44.  | Gunnar Røpke        | +2:31,56    |
| 21.  | Wacław Wrzesiński  | +50,59      | 45.  | Henryk Wesoły       | +2:33,06    |
| 22.  | Ferenc Kiss        | +51,53      | 46.  | Feliks Klabiński    | +2:33,46    |
| 23.  | Dimityr Bobczew    | +53,37      | 47.  | Francesco Parisini  | +4:00,04    |
| 24.  | Zdeněk Šrámek      | +58,08      | 48.  | E. Käenaho          | +6:31,03    |

## Klasyfikacja drużynowa
Koszulka biała.
Na wynik składa się rzeczywista suma czasów - bez bonifikat - trzech pierwszych zawodników drużyny na każdym etapie.
| L.p. | Drużyna                           | Czas/strata | L.p. | Drużyna                  | Czas/strata     |
| ---- | --------------------------------- | ----------- | ---- | ------------------------ | --------------- |
| 1.   | Czechosłowacja                    | 137:42,10   | 7.   | Dania                    | +1:15,02        |
| 2.   | Niemiecka Republika Demokratyczna | +12,06      | 8.   | Włochy                   | +2:05,37        |
| 3.   | Węgry                             | +12,17      | 9.   | Polonia francuska        | +3:10,01        |
| 4.   | Bułgaria                          | +27,28      | 10.  | Finlandia                | +3:57,53        |
| 5.   | Polska                            | +29,08      |      | Francja                  | zdekompletowana |
| 6.   | Rumunia                           | +52,34      |      | Wolne Terytorium Triestu | zdekompletowane |